# Abramo di Bet Rabban

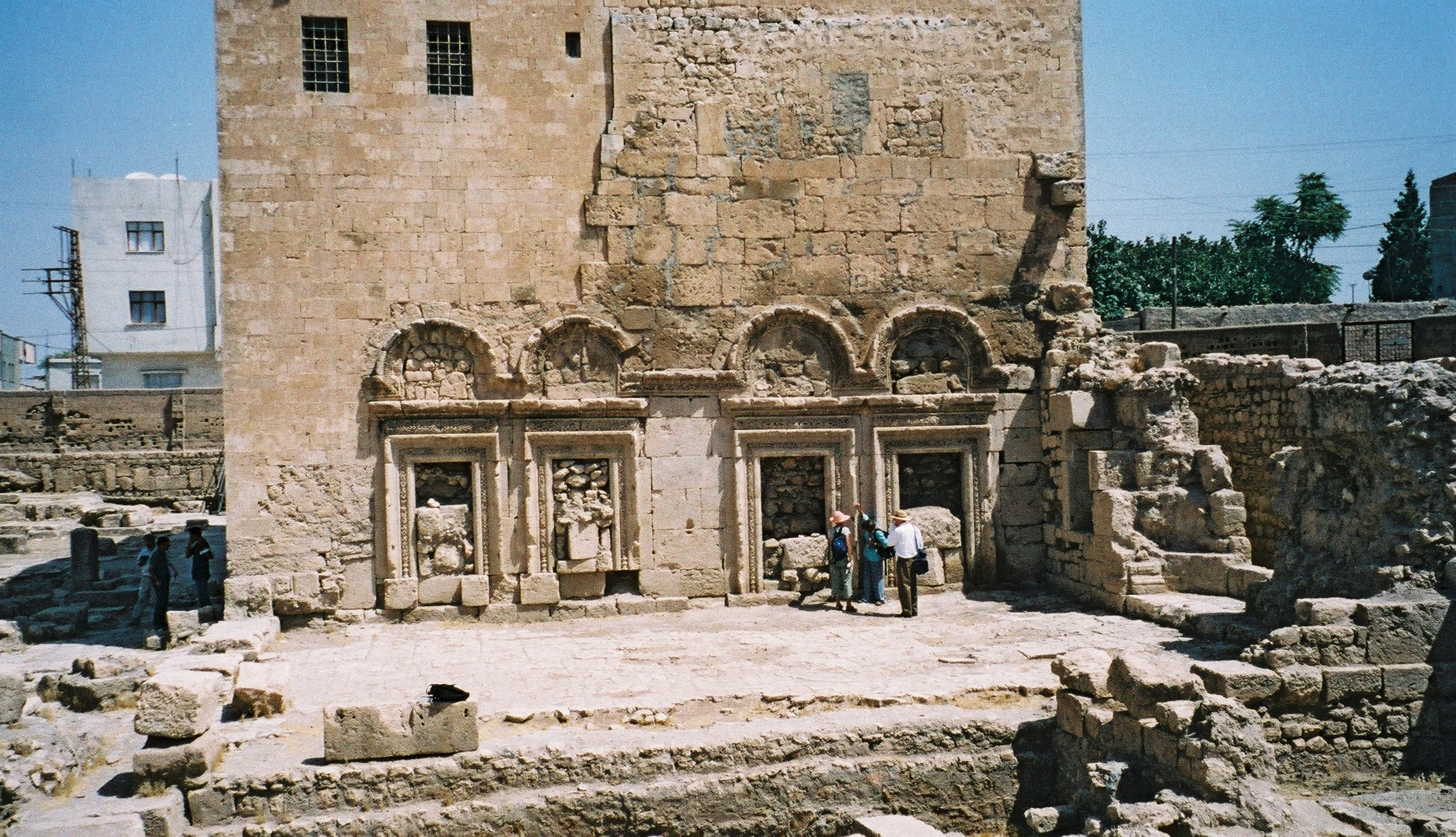
La chiesa di San Giacomo a Nisibi

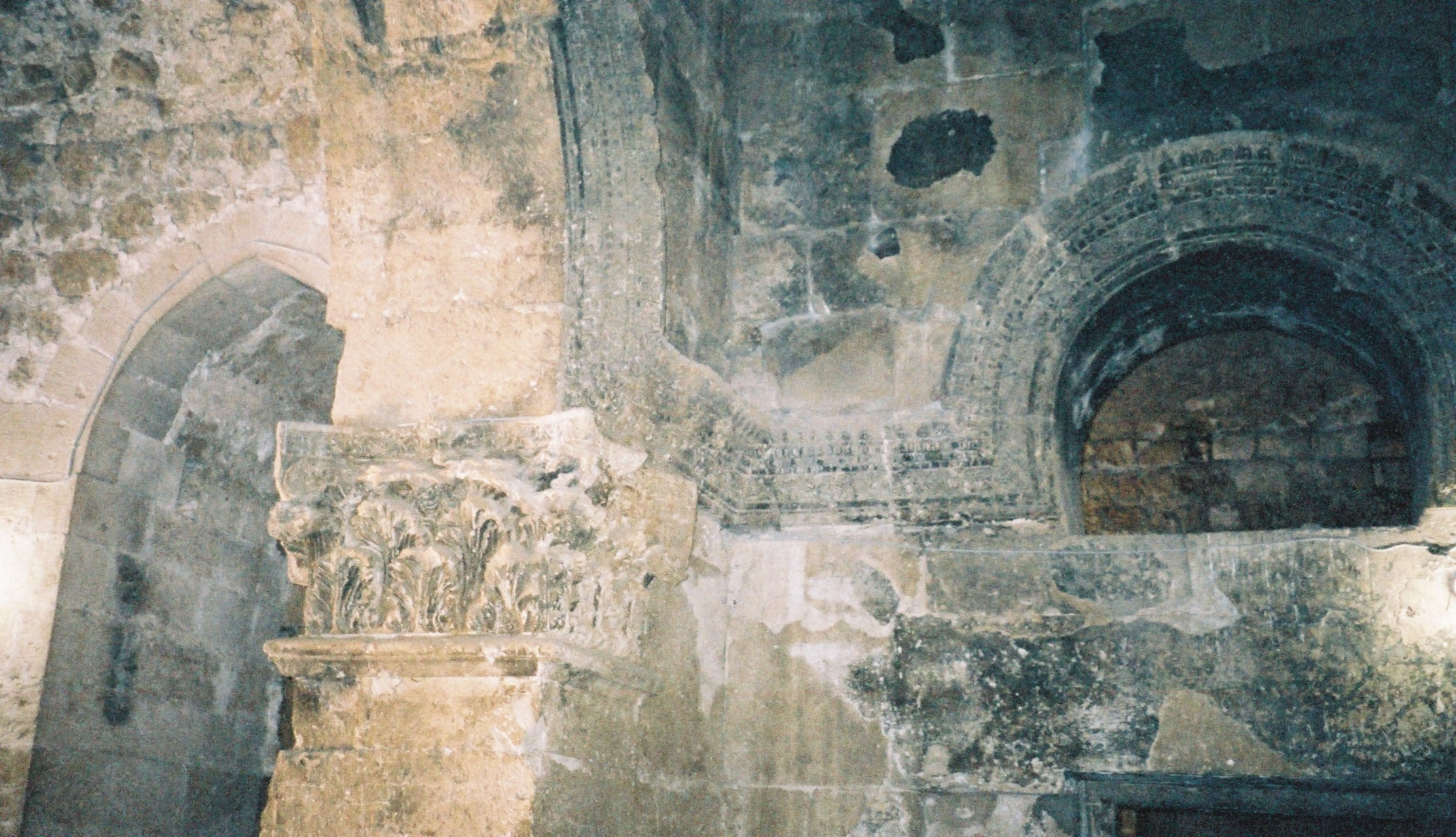
Interno della chiesa di San Giacomo a Nisibi

Abramo di Bet Rabban (V sec. – Nisibi, 569) è stato un filosofo e scrittore siro, rettore della Scuola filosofica di Nisibi.

## Biografia
Pronipote del grande Narsai, che lo precedette come direttore della Scuola di Nisibi, dopo la sua morte e un periodo di sette anni sotto la direzione di Eliseo bar Kozbaye, Abramo fu nominato direttore della stessa Scuola filosofica nel 510 e mantenne l'incarico fino alla morte, avvenuta nel 569. Sotto la sua guida la Scuola conobbe una vigorosa ascesa. Sotto la direzione di Abramo, i docenti scrissero abbondantemente nei campi della letteratura, storia, filologia e teologia. Eseguirono inoltre numerose traduzioni dal greco al siriaco, attraverso le quali gli Arabi cominceranno ad apprendere il pensiero dei Greci. La Scuola ottenne grande fama in Occidente e divenne uno dei principali centri di formazione per i membri del clero nestoriano, tanto da arrivare ad avere più di mille allievi. Il più importante allievo di questo periodo fu probabilmente Babai il Grande.
Abramo scrisse commentari a libri biblici, scritti teologici e inni liturgici.